# I diabolici (romanzo)
I diabolici titolo originale Les diaboliques (Celle qui n'était plus) è un romanzo noir degli autori francesi Pierre Boileau (Parigi, 28 aprile 1906 - Beaulieu-sur-Mer, 16 gennaio 1989) e Thomas Narcejac (Rochefort-sur-Mer, 3 luglio 1908 - Nizza, 7 giugno 1998). Il romanzo è composto da una prefazione degli autori, undici capitoli e l'epilogo. 
Da questo romanzo il regista Henri-Georges Clouzot ha tratto il capolavoro omonimo. Altri romanzi della coppia d'autori sono: La donna che visse due volte e I vedovi.

## Personaggi
- Fernand Ravinel: rappresentante di commercio di attrezzatura da pesca
- Mireille Ravinel: Moglie di Fernand
- Lucienne Mogard: dottoressa
- Goutre: artigiano

## Trama
Questa storia incomincia i primi del mese di novembre, quel giorno la nebbia era fittissima. Fernand Ravinel e Lucienne Mogard sono amanti. Con uno stratagemma, i due amanti, riescono ad attirare in una trappola mortale Mireille, la moglie di Fernand. La imbottiscono di tranquillante, la sdraiano nella vasca da bagno che riempiono d'acqua e per tenerla sommersa le poggiano sul petto alcuni ferri. Lo scopo di questo omicidio è il premio dell'assicurazione sulla vita di Mireille. Il beneficiario della polizza è Fernand Ravinel.
Ora Fernand si deve creare un alibi di ferro e, come da piano studiato con Lucienne, deve farsi vedere, come sempre, dagli amici e dai suoi clienti. Ma lui non ha il giusto sangue freddo per effettuare un omicidio. Gli amici, quando lo vedono, notano che è diverso dal solito, ma lui riesce, con una bugia, a giustificarsi. Spessissimo la sua coscienza lo attanaglia, ed ha tanti rimorsi per quello che ha fatto. Fernand non avrebbe potuto uccidere sua moglie con un colpo di pistola ma, per questo omicidio, si sente un po' meno colpevole.
Alcune ore dopo Fernand ritorna, insieme a Lucienne, sul luogo del delitto. Depositano il cadavere di Mireille su un telo che gli avvolgono addosso e caricano il tutto su un furgone. Si dirigono verso la cittadina di Enghien, dove i coniugi Ravinel abitano. Durante tutto il viaggio Fernand ha tanti rimorsi per quello che ha fatto e che sta facendo. La coscienza non lo molla mai e ha tanti rimorsi che lo stomaco gli si torce. Appena arrivati a destinazione scaricano il corpo della povera Mireille in un ruscello che scorre vicinissimo a casa. Quel piccolo ruscello è accanto al lavatoio di casa Ravinel.
Lo scopo di questo trasporto è di depistare le indagini creando una scena del delitto per simulare un suicidio o un incidente mortale. Dopo aver scaricato il corpo ripongono, dentro casa, alcuni degli accessori personali (borsetta, cappello, ecc.) di Mireille. Subito dopo si dirigono frettolosamente verso la stazione delle ferrovie, il treno per Parigi parte alle ore 06:00.
Fernand dopo essere arrivato a Parigi pensa già alle incombenze per il funerale della moglie. La mattina rientra a casa e per dare maggior risalto alla scoperta del cadavere di sua moglie invita Goutre a casa sua con una scusa. Nonostante tutto il cadavere è sparito, non è più dove Fernand e Lucienne lo hanno depositato. Poco dopo riesce, con la scusa che è stanco dal lungo viaggio, a rimanere solo in casa. Si mette a cercare per tutta la casa e anche fuori il cadavere di sua moglie.
Le ricerche sono completamente infruttuose per cui, sfinito per la stanchezza e per lo stress, si sdraia sul letto e si addormenta. Al suo risveglio trova una sorpresa inattesa, nella buca delle lettere rinviene una busta, regolarmente affrancata, con un messaggio scritto da Mireille Ravinel. Il romanzo continua con la solitudine e con l'angoscia che Fernand prova per questo delitto da lui commesso, dove il cadavere di sua moglie è scomparso misteriosamente, ed anche dal ritrovamento inquietante di indizi che gli fanno credere che Mireille sia ancora viva.
Il fratello di Mireille infatti, racconta al protagonista di aver ricevuto una visita dalla sorella; Fernand inoltre riceve due lettere dalla moglie, vergate con la sua grafia, e datate posteriormente alla sua morte, convalidate da timbro postale. Fernand parla di questi eventi con l’amante, che non gli crede e lo liquida frettolosamente, prescrivendogli degli ansiolitici per il suo esaurimento nervoso, in quanto dottoressa. Fernand torna infine a casa sua, dopo una ricerca infruttuosa in obitorio. A casa trova le luci e il caminetto accesi e la cena sul fuoco. Ormai il protagonista vaneggia e crede di essere lui uno spettro, mentre la moglie reale. Mentre si trova nello studio sente rincasare la moglie, avverte i passi della stessa salire le scale e ruotare la maniglia della porta dello studio… a quel punto egli, terrorizzato, estrae la pistola e si uccide.
Entrambi i coniugi, viene spiegato all'inizio del romanzo, avevano stipulato l’uno a favore dell’altra una polizza vita, e sono già trascorsi due anni dalla stipula, tempo necessario per la convalida di un eventuale suicidio e per la liquidabilità dell’evento da parte della compagnia assicurativa. Lucienne, si svela nell’epilogo, si era accordata con Mireille per far credere a Ravinel di aver ucciso sua moglie, che in realtà aveva solo finto di essere annegata e poi aveva tormentato il marito fino a farlo impazzire e a condurlo al suicidio. Mireille però, per essere rimasta a lungo al freddo e nel torrente, si busca una polmonite e raggiunge Lucienne ad Antibes in preda agli spasmi e alla febbre alta. 
Lucienne, nei giorni seguenti all’arrivo in Costa Azzurra, si prende cura dell’amica (amante?), congratulandosi della riuscita del piano e del fatto che ormai sono ricche.

## Edizioni italiane
- Gli indemoniati, Il Romanzo per tutti n.10, Milano, Corriere della Sera, 1955.
- I diabolici, traduzione di Sarah Cantoni, Collana I Classici del Giallo Mondadori n.376, Milano, Arnoldo Mondadori Editore, giugno 1981,  p. 158.
- I diabolici, traduzione di Francesca Rimondi, a cura di Luigi Bernardi, Collana Le porte, Roma, Fazi, 2003,  p. 192, ISBN 978-88-8112-404-6.
- I diabolici, traduzione di Federica Di Lella e Giuseppe Girimonti Greco, Collana Fabula n.276, Milano, Adelphi, 2014,  p. 173, ISBN 978-88-459-2917-5.